# Zadanie specjalne (film 1980)
Zadanie specjalne (oryg. Cruising) – amerykańsko-niemiecki film kryminalny z 1980 roku w reżyserii Williama Friedkina. Film jest luźno oparty na opowiadaniu pod tym samym tytułem. Opowiada o seryjnym mordercy z Nowego Jorku, który obierał za swój cel gejów.

## Obsada
- Al Pacino – Steve Burns
- Paul Sorvino – kapitan Edelson
- Karen Allen – Nancy Gates
- Richard Cox – Stuart Richards
- Don Scardino – Ted Bailey
- Joe Spinell – policjant patrolujący DiSimone
- Jay Acovone – Skip Lee
- Randy Jurgensen – detektyw Lefransky
- Barton Heyman – dr Rifkin
- Gene Davis – DaVinci
- Arnaldo Santana – Loren Lukas
- Larry Atlas – Eric Rossman
- Allan Miller – szef detektywów
- Sonny Grosso – detektyw Blasio
- Edward O’Neil – detektyw Schreiber
- Michael Aronin – detektyw Davis
- James Remar – Gregory
- William Russ – Paul Gaines
- Mike Starr – policjant patrolujący Desher
- Henry Judd Baker – twardy gliniarz
- Steve Inwood – Martino
- Keith Prentice – Joey
- Leland Starnes – Jack Richards